# Star Trek: Los Renegados

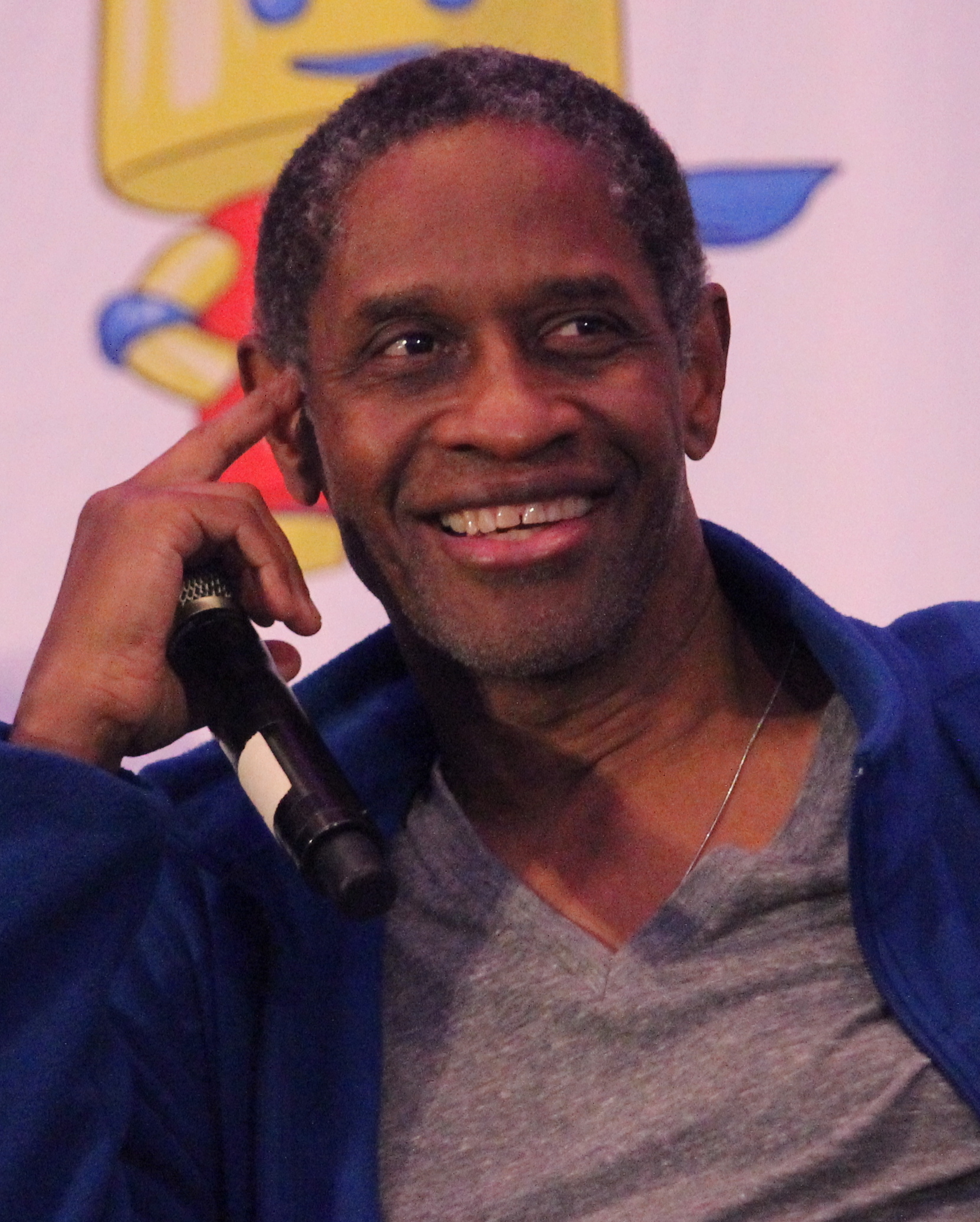
Tim Russ interpretó a diferentes personajes en varias series de televisión y películas de Star Trek; sin embargo, es más conocido por su interpretación del teniente comandante Tuvok en Star Trek: Voyager.

Star Trek: Renegados es un episodio piloto de televisión producida de forma independiente para una nueva serie de Star Trek. Varios ex-actores Star Trek aparecen, incluyendo a Walter Koenig, Robert Picardo, Manu Intiraymi, y Tim Russ. Tim Russ también dirigirá el piloto. La financiación se solicitó con éxito para la producción durante el año 2012 a través de Kickstarter y la financiación adicional se planteó a través de Indiegogo en 2013.

## Argumento
Diez años después del retorno de la nave Voyager desde el Cuadrante Delta, la Federación se encuentra en una crisis. Los Principales proveedores de cristales de dilitio de la Federación (el catalizador principal para el combustible utilizado para viajar a mayor velocidad que la luz "warp") están desapareciendo. El espacio y el tiempo se han retirado de varios planetas, aislàndolos efectivamente de cualquier contacto con el exterior de su propio entorno. El fenómeno no es natural - alguien o algo lo está causando. Estos acontecimientos requieren de medidas drásticas; algunas de las cuales caen fuera de la jurisdicción normal de la Federación. Para ello, el almirante Pavel Chekov, jefe de Inteligencia de la Flota, designa al Comandante Tuvok para la tarea. Tuvok (de origen vulcano) es ex primer oficial de la Voyager y actual jefe de la recién reorganizada Sección 31, grupo de inteligencia y defensa autónoma de la Flota Estelar. Tuvok debe armar una nueva tripulación encubierta, compuesta de renegados (en su mayoría marginados y pícaros), e incluso criminales. Este nuevo equipo tiene la tarea de averiguar qué es o quién está causando el plegamiento de tiempo y espacio, y detenerlo a toda costa. Pero ¿serán capaces de dejar de lado sus diferencias y dejar de tratar de matarse unos a otros para cumplir con su misión?

## Reparto
El elenco de Renegados incluye varios ex-actores de Star Trek, que en algunos casos están retomando sus papeles anteriores.
- Walter Koenig como el almirante Pavel Chekov
- Tim Russ como Tuvok. Russ también dirige el episodio piloto.
- Adrienne Wilkinson como capitán Lexxa Singh, líder de los Renegados y un descendiente directo de Khan Noonien Singh.
- Sean Young como la científica Dr. Lucien.
- Robert Picardo como el Dr. Lewis Zimmerman, desarrollador del Holograma Médico de Emergencia.
- Gary Graham como Ragnar
- Richard Herdcomo almirante Owen Paris
- Manu Intiraymi como Icheb
- Courtney Peldon como Shree, una Andoriana estafadora, ladrona y pirata informática.
- Larissa Gomes como T'Leah.
- Corin Nemec como capitán Álvarez.
- Bruce A. Young como Borrada.
- Edward Furlong como Fixer.
- Chasty Ballesteros como Ronara, una joven betazoide con problemas.
- Tarah Paige como Comandante Petrona
- Kevin Fry como Jaro Ruk, una exluchadora Bajorana por la libertad, con cierto desequilibrio.
- Grant Imahara como teniente Masaru, un ayudante del almirante Pavel Chekov.
- Rico E. Anderson como Boras
- Vic Mignogna como Garis, un vicioso prisionero Cardassiano.
- Garrett Wang iba a volver como Harry Kim , pero tuvo problemas de agenda con su participación en Unbelievable!!!!!, una comedia con otros antiguos actores de Star Trek. Él, sin embargo ha declarado que puede regresar si la serie sigue adelante.

JG Hertzler fue elegido  inicialmente para interpretar a Borrada, principal antagonista del piloto pero desde entonces ha tenido un cargo político en Nueva York.

### Reparto de apoyo y cameos
- Herbert Jefferson Jr. como Almirante Satterlee
- Clint Carmichael como Moordenaarr
- Jason Matthew Smith como Malbon
- John Carrigan como almirante D'Agosto y capitán Klingon
- Lucky McQueede como Prak (El Breen) y Agente de la Sección 31 (Flashback)
- Cela de Scott como Madre de Lexxa
- Crystal Conway como cadete Chekov
- Madison Russ como cadete Madison
- Victoria Clare como Lexxa de joven
- Carlo Álvarez como Oficial de operaciones de la USS Archer
- David Lugar como Oficial de comunicaciones de la USS Archer
- Carla Deo como Oficial de Puente de la USS Archer
- Kyle whisner como Oficial de seguridad de la USS Archer
- Art Álvarez como Oficial de seguridad de la USS Archer
- Ryan Husk como Oficial de seguridad de la USS Archer
- Glen Wolfe como Prisionero
- Jan Kivisaar como Prisionero Orion
- Stacey Woolf como Madre preocupada y Mujer en el Apartamento
- Bailey Feinberg como Hija espantada
- Jim Roof como Ciudadano de San Francisco
- Shannon Malone como Ciudadana de San Francisco y como Minera extranjera
- Keith Beltramini como Guardia Orion
- Franco D'Angelo como Guardia Orion
- Greg Reed como Prisionero Orion
- Yoshi Vu como Prisionero Orion
- Robert Hooven como Prisionero Orion
- Adam J. Yeend como Oficial Técnico de la Flota Estelar
- Jessica Uberuaga como ayudante del almirante D'Agosto
- Darnell Davis como agente de la Sección 31 (Flashback)
- Sinn Bodhi como Syphon 1
- Jr Gennuso como Syphon 2
- Marcos Hulsey como Syphon 3
- Anton Mabey como joven minero extranjero
- Tad Atkinson como el Almirante Atkinson

## Producción
El equipo detrás de Star Trek: los Renegados había producido previamente Star Trek: De Dioses y Hombres. La producción de Star Trek: Renegados fue financiada a través del sitio crowdsourcing web Kickstarter . en 2012. Se solicitó $ 200,000 en fondos, y golpearon a esa meta por $ 42.000 El episodio es que se rodará en Laurel Canyon Studios en Los Angeles, la utilización de técnicas de pantalla verde.
La premisa se originó en la última jornada de la serie de Star Trek: De Dioses y Hombres. Jack Treviño hizo la sugerencia de una serie donde el elenco tuvo que trabajar fuera de los límites de la Flota Estelar. El Escritor Ethan Calk acreditó más adelante esto como el origen de la idea. El equipo de producción está apuntando a tres posibles resultados del piloto hecho por fanes: CBS lo recoge una serie; que se hace en una película independiente; o que sería el primer episodio de una serie basada en Internet.
La financiación adicional fue necesario porque el guion era más ambicioso que el propuesto previamente durante la financiación en Kickstarter. Otra de recaudación de fondos de campaña se inició en Indiegogo , que recaudó US $ 132,555, mucho más que los EE. UU. dirigidos de $ 20.000.
El rodaje de que el piloto se inició el 2 de octubre de 2013 y se completó el 16 de octubre de 2013 en Los Ángeles. La película se encuentra actualmente en posproducción, con fondos adicionales en curso en el sitio web oficial.
El primer teaser trailer se estrenó en línea el 21 de noviembre de 2013. Un segundo teaser trailer ya se estrenó el 21 de diciembre de 2013.
Se espera que el piloto de larga duración a ser de 90 minutos de duración y debía haber sido lanzado a principios de 2015, pero no ha sido puesto en libertad en marzo de 2015.
Un tráiler oficial fue lanzado el 7 de abril de 2015.